# Jüdischer Friedhof (Grójec)

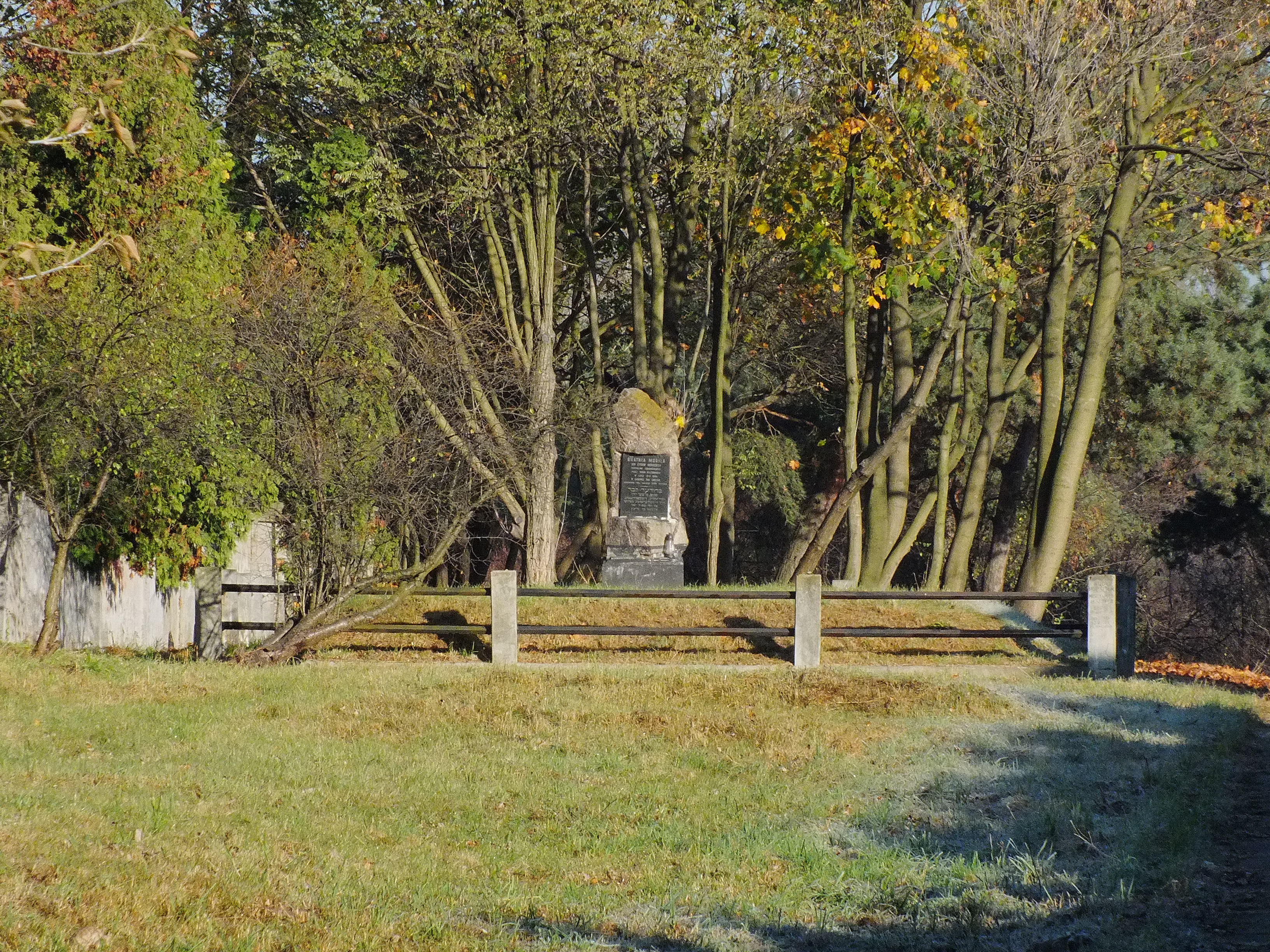
Jüdischer Friedhof in Grójec mit Gedenkstein

Der Jüdische Friedhof in Grójec, einer polnischen Stadt in der Woiwodschaft Masowien, wurde in den 1790er Jahren angelegt und 1847 erweitert. Der jüdische Friedhof am westlichen Stadtrand ist ein geschütztes Kulturdenkmal.
Der Friedhof wurde während des Zweiten Weltkriegs zerstört, es sind heute nur noch wenige Grabsteine erhalten.